# Daniel Weiss (patinage artistique)
Pour les articles homonymes, voir Weiss et Daniel Weiss.
Daniel Weiss, né le 18 juillet 1968 à Ingolstadt (Bavière), est un patineur artistique allemand, double champion d'Allemagne 1990 et 1991.

## Biographie

### Carrière sportive
Daniel Weiss patine pour le club de sa ville natale (ERC Ingolstadt) et est entraîné par Karel Fajfr. Il est double champion d'Allemagne en 1990 et 1991. Ses rivaux nationaux principaux sont Heiko Fischer et Richard Zander.
Il représente son pays à quatre mondiaux juniors (1982 à Oberstdorf, 1984 à Sapporo, 1985 à Colorado Springs et 1987 à Kitchener), trois championnats européens (1989 à Birmingham, 1990 à Léningrad et 1991 à Sofia), trois mondiaux seniors (1988 à Budapest, 1989 à Paris et 1991 à Munich). Il n'a jamais participé aux Jeux olympiques d'hiver.
Il arrête les compétitions sportives après les championnats nationaux de 1992, à l'âge de 23 ans.

### Reconversion
Daniel Weiss patine professionnellement et travaille comme commentateur à la télévision. Il organise également des spectacles sur glace.

## Palmarès
| Compétition                   | 1982    | 1983    | 1984    | 1985    | 1986    | 1987    | 1988    | 1989    | 1990    | 1991    | 1992    |  |  |  |
| Jeux olympiques d'hiver       |         |         |         |         |         |         |         |         |         |         |         |  |  |  |
| Championnats du monde         |         |         |         |         |         |         | 19e     | 12e     |         | 18e     |         |  |  |  |
| Championnats d’Europe         |         |         |         |         |         |         |         | 5e      | 7e      | 10e     |         |  |  |  |
| Championnats d'Allemagne      |         | 11e     | F       | 5e      | 6e      | 4e      | 3e      | 2e      | 1er     | 1er     | 3e      |  |  |  |
| Championnats du monde juniors | 15e     |         | 11e     | 6e      |         | 5e      |         |         |         |         |         |  |  |  |
|                               |         |         |         |         |         |         |         |         |         |         |         |  |  |  |
| Autres Compétitions           | 1981/82 | 1982/83 | 1983/84 | 1984/85 | 1985/86 | 1986/87 | 1987/88 | 1988/89 | 1989/90 | 1990/91 | 1991/92 |  |  |  |
| Skate Canada                  |         |         |         |         |         |         |         | 6e      | 3e      | 5e      | 7e      |  |  |  |
| Coupe d'Allemagne             |         |         |         |         |         |         | 7e      |         | 4e      | 7e      | 3e      |  |  |  |
| Trophée de France             |         |         |         |         |         |         |         |         |         |         | 10e     |  |  |  |
| Légende : F = Forfait         |         |         |         |         |         |         |         |         |         |         |         |  |  |  |